# Conferenza episcopale della Scandinavia
La Conferenza episcopale della Scandinavia (in latino Conferentia Episcopalis Scandiae), in sigla CES, è un organismo della Chiesa cattolica che raggruppa i vescovi della Scandinavia, ossia di Danimarca, Norvegia, Svezia, Finlandia ed Islanda.
La Conferenza episcopale della Scandinavia è membro del Consiglio delle conferenze dei vescovi d'Europa.

## Membri
| Diocesi                             | Stati e Paesi                 | Vescovo                     |
| ----------------------------------- | ----------------------------- | --------------------------- |
| Diocesi di Copenaghen               | Danimarca Fær Øer Groenlandia | Czeslaw Kozon               |
| Diocesi di Stoccolma                | Svezia                        | cardinale Anders Arborelius |
| Diocesi di Helsinki                 | Finlandia                     | Raimo Ramón Goyarrola Belda |
| Diocesi di Oslo                     | Norvegia                      | Markus Bernt Eidsvig        |
| Prelatura territoriale di Tromsø    | Norvegia                      | Berislav Grgić              |
| Prelatura territoriale di Trondheim | Norvegia                      | Erik Varden                 |
| Diocesi di Reykjavík                | Islanda                       | Dávid Bartimej Tencer       |

## Cronotassi

### Presidenti
- Vescovo John Edward Taylor, O.M.I., vescovo di Stoccolma (1970 - 1973)
- Vescovo Paul Verschuren, S.C.I., vescovo di Helsinki (1973 - 1978)
- Vescovo John Willem Nicolaysen Gran, O.C.S.O., vescovo di Oslo (1978 - 1986)
- Vescovo Paul Verschuren, S.C.I., vescovo di Helsinki (1986 - 1998)
- Vescovo Gerhard Schwenzer, SS.CC., vescovo di Oslo (1999 - 2005)
- Vescovo Anders Arborelius, O.C.D., vescovo di Stoccolma (ottobre 2005 - 9 settembre 2015)
- Vescovo Czeslaw Kozon, vescovo di Copenaghen, (9 settembre 2015 - 11 settembre 2024)
- Vescovo Erik Varden, prelato di Trondheim e amministratore apostolico di Tromsø, dall'11 settembre 2024[1]

### Vicepresidenti
- Vescovo Czeslaw Kozon, vescovo di Copenaghen (2005 - 9 settembre 2015)
- Cardinale Anders Arborelius, O.C.D., vescovo di Stoccolma[2], (9 settembre 2015 - 11 settembre 2024)
- Vescovo Raimo Ramón Goyarrola Belda, vescovo di Helsinki, dall'11 settembre 2024

### Segretari generali
- Presbitero Georg Müller, SS.CC. (1983 - 1988)
- Vescovo Leonard William Kenney, C.P., vescovo ausiliare di Stoccolma (? - 17 ottobre 2006)
- Suor Anna Mirijam Kaschner, C.P.S., dal 21 settembre 2009